# Renault Kadjar

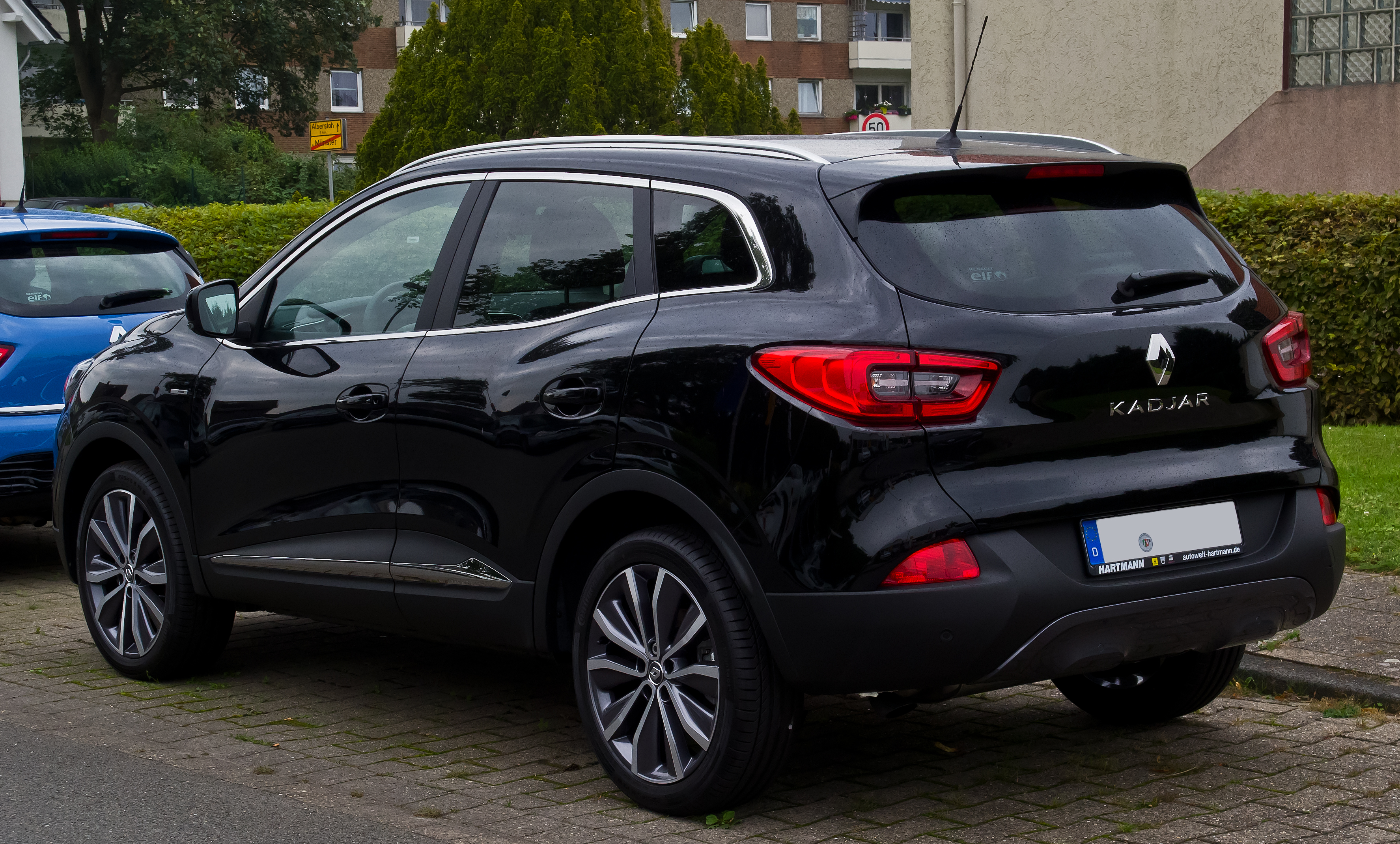
Spate

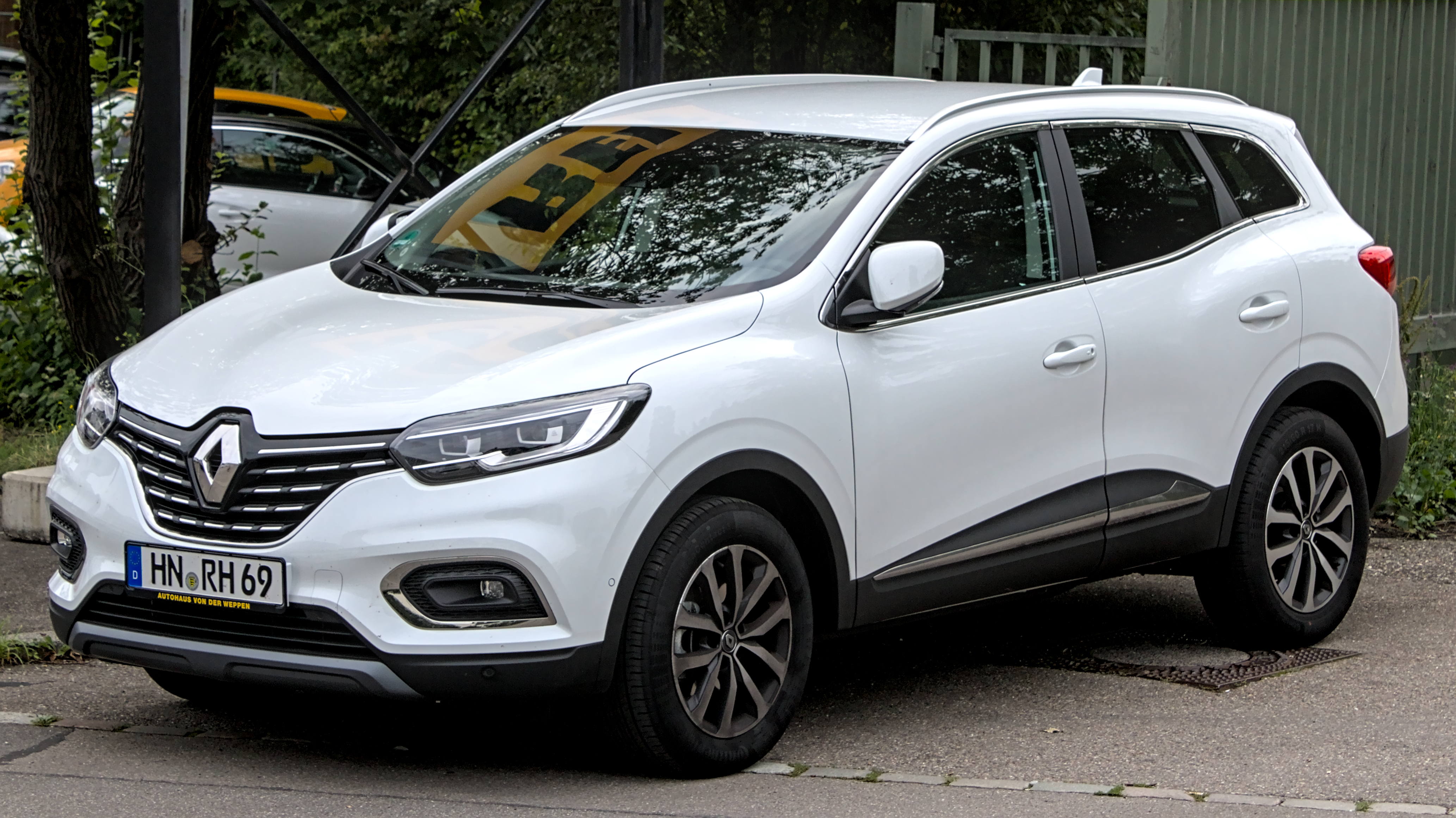
Facelift (2018–2022)

Renault Kadjar este un SUV crossover compact (segmentul C) produs și comercializat de Renault, dezvoltat împreună cu a doua generație de Nissan Qashqai și dezvăluit la Salonul Auto de la Geneva din 2015.